# Drochia rajon
Drochia rajon är ett distrikt i norra Moldavien med en yta på 1 000 km² och cirka 86 400 invånare (2006). Den administrativa huvudorten är Drochia.